# Geranomyia cocoensis
Geranomyia cocoensis là một loài ruồi trong họ Limoniidae. Chúng phân bố ở vùng Tân nhiệt đới.